# James Augustus Grant
James Augustus Grant (Nairn, 11 de abril de 1827 - ibid., 11 de febrero de 1892) fue un naturalista y explorador británico que recorrió la parte oriental del África ecuatorial.

## Biografía

### Primeros años
James Grant nació en la región escocesa de las Highlands, donde su padre era predicador. Fue educado en la escuela primaria y en la Marischal College de Aberdeen. En 1846 ingresó en el ejército indio y combatió en la segunda guerra anglo-sij, desarrollada entre los años 1848 y 1849. También estuvo presente durante la rebelión de la India de 1857, siendo herido en las operaciones de repliegue sobre Lucknow.

### Expedición con Speke
Regresó a Inglaterra en 1858, y en 1860 se unió a John Hanning Speke en la expedición que terminó de resolver la cuestión de las fuentes del Nilo. Salieron de la isla de Zanzíbar en octubre de 1860 y llegaron a Gondokoro. Hasta febrero de 1863, la expedición no tuvo de nuevo contacto con la civilización europea. Speke era el líder de la expedición, pero Grant llevó a cabo diversas investigaciones de forma independiente y reunió valiosas colecciones botánicas. En todo momento actuó con absoluta fidelidad a su compañero de expedición.
En 1864 publicó un libro sobre este viaje, A Walk across Africa [Un paseo a través de África], en el que trata particularmente la vida ordinaria de los nativos de las regiones que visitaron, describiendo sus costumbres, las actividades diarias y los sentimientos de las personas, también recalca el valor económico de los países atravesados. 
En 1864 fue galardonado con la medalla de la Royal Geographical Society, y en 1866 fue nombrado compañero de la Orden del Baño en reconocimiento de sus servicios en la expedición.

### Últimos años
Grant sirvió en el departamento de inteligencia de la expedición británica a Abisinia de 1868. Por su participación en la misma fue nombrado compañero de la Orden de la Estrella de la India, recibiendo también la medalla de Abisinia. 
Al término de la guerra se retiró del ejército con el rango de teniente coronel, Grant se casó en 1865 y se estableció en su localidad natal de Nairn, donde murió en 1892. 
Hizo contribuciones a las revistas de diferentes sociedades científicas, siendo la más destacada Botany of the Speke and Grant Expedition [Botánica de la expedición de Speke y Grant), para la Linnaean Society.

## Algunas publicaciones
- A walk across Afrika, or Domestic Scenes from My Nile Journal. Edinburgh & London: William Blackwood 1864
- Summary of the Speke and Grant expedition. J. of the Royal Geographical Soc. 1872
- Botany of the Speke and Grant expedition. Trans. of the Linnean Soc. 1872
- Khartoom as I saw it in 1863. London: W. Blackwood, 1885

## En la ciencia
- La abreviatura «Grant» se emplea para indicar a James Augustus Grant como autoridad en la descripción y clasificación científica de los vegetales.[3]